# Anictangium filiforme
Anictangium filiforme là một loài rêu trong họ Pottiaceae. Loài này được Michx. mô tả khoa học đầu tiên năm 1803.